# 前田利建
前田 利建（まえだ としたつ、1908年（明治41年）3月17日 - 1989年（平成元年）9月19日）は、日本の宮内官僚、華族（侯爵）。旧加賀藩前田家第17代当主。

## 経歴
第16代当主・前田利為の長男で、母は渼子（前田利嗣長女）。父の戦死に伴い1943年（昭和18年）1月15日、家督を継承し侯爵を襲爵。同日、貴族院侯爵議員に就任し、火曜会に所属して1947年（昭和22年）5月2日の貴族院廃止まで在任した。
1934年（昭和9年）東京帝国大学文学部を卒業した。1936年（昭和11年）宮内省に入省し式部官兼主猟官に就任。以後、兼内大臣秘書官、帝室博物館嘱託、臨時内大臣府御用掛なども務めた。
1947年（昭和22年）10月29日、金沢市に昭和天皇の戦後巡幸が行われた際には、前田家の成巽閣が宿泊所となった。翌朝、昭和天皇に拝謁。
式部官時代、1960年（昭和35年）2月29日の浩宮徳仁親王（現・第126代天皇）および1965年（昭和40年）12月6日の礼宮文仁親王（現・皇嗣）の「浴湯の儀」において、浅野長武（東京国立博物館長）とともに鳴弦の儀を執り行った。墓所は野田山墓地。

## 親族
- 父：前田利為（第16代当主、陸軍大将）
- 母：前田渼子（前田利嗣の長女）
- 妻：前田政子（鳥類学者・黒田長禮侯爵の長女）[6][注釈 1]
  - 長男：前田利祐（第18代当主）
  - 長女：和子（北川正人夫人）
  - 次女：綾子（武富秀夫夫人）
- 異母妹弟に酒井美意子、前田利弘がいる。